# La vita e il tempo di Michael K
La vita e il tempo di Michael K (titolo orig. Life & Times of Michael K) è un romanzo di John Maxwell Coetzee del 1983, premiato lo stesso anno col Booker Prize. Racconta la storia di un uomo che compie un arduo viaggio da Città del Capo al paese natale della madre, in campagna, in mezzo a una guerra civile, ambientata nel Sudafrica dell'apartheid, tra gli anni Settanta e Ottanta.

## Trama
Il romanzo inizia con Michael K, un sempliciotto che lavora come giardiniere a Città del Capo. Michael si prende cura della madre che lavora come cameriera presso una ricca famiglia. In città scoppia un tumulto che sfocia in guerriglia, e la madre di Michael si ammala gravemente. Michael decide di lasciare il suo lavoro e fuggire dalla città per riportare la madre a Prince Albert, suo paese natale.
Michael non riesce a ottenere i permessi necessari uscire dalla città, e così costruisce un risciò per la madre, e cominciano il loro viaggio. Poco dopo l'inizio della fuga, la madre di Michael muore in un ospedale. Per qualche tempo Michael rimane nei paraggi, portando le ceneri di sua madre in giro con lui in una scatola. Infine, Michael decide di continuare il suo viaggio verso il Prince Albert per consegnare le ceneri di sua madre. Lungo la strada, però, è fermato per mancanza dei documenti di viaggio necessari, e viene assegnato a lavorare su una linea ferroviaria.
Appena il suo lavoro sulla ferrovia finisce, Michael raggiunge la fattoria della madre, ormai abbandonata e desolata. Ben presto, Michael scopre come mantenersi lavorando la terra. Tuttavia, quando uno dei parenti dei veri proprietari della fattoria arriva, comincia a trattare Michael come un servo. A Michael non piace questo trattamento, e così fugge in montagna.
In montagna, Michael soffre la fame, mentre impara a conoscere il mondo che lo circonda. Nel suo stato di malnutrizione si avvia verso una città, dove viene prelevato dalla polizia e viene mandato a lavorare in un campo di lavoro. Qui, Michael incontra un uomo di nome Robert, il quale spiega che i lavoratori nel campo sono sfruttati come manodopera a basso costo da parte dei cittadini. Vi è un attacco contro Prince Albert e gli operai del campo vengono accusati. Il capitano della polizia locale prende il controllo e Michael fugge di nuovo.
Michael trova la strada per tornare alla fattoria, ma si sente soffocato a vivere all'interno della casa. Pertanto costruisce un riparo all'aperto, da dove è in grado di far guardia al suo giardino. I ribelli vengono dalle montagne e usano il suo campo: anche se Michael ne è indignato, egli rimane nascosto. Michael torna ad essere malnutrito e delirante: viene trova da alcuni soldati e viene portato in un campo di riabilitazione a Città del Capo.
Al campo di riabilitazione, un medico si interessa di lui. Il medico trova la natura semplice di Michael estremamente affascinante e capisce che era stato ingiustamente accusato di aiutare i ribelli. Michael si ammala gravemente e continua a delirare perché si rifiuta di mangiare. Il medico cerca di capire modi ostinati di Michael e fa un tentativo di rilasciarlo. Tuttavia, Michael scappa per conto suo.
Dopo la sua fuga, Michael incontra un gruppo di nomadi che gli danno da mangiare e lo presentano a una donna con cui ha un rapporto sessuale. Per la prima volta Michael si scopre attratto dalle donne. Ritorna a casa a Città del Capo, nello stesso appartamento da cui era fuggito un po' di tempo prima, e ripensa al giardino che ha fatto a Prince Albert.

## Analisi
Il legame tra il personaggio di Michael K e lo Josef K. protagonista de Il processo di Franz Kafka è trasparente. Sono presenti molti altri espliciti riferimenti a Kafka. Altra possibile fonte di ispirazione è il racconto Michael Kohlhaas, di Heinrich von Kleist, come suggerito dal nome del protagonista e da alcune caratteristiche delle due opere.

## Edizioni italiane
- La vita e il tempo di Michael K, traduzione di Enzo Giachino, Collana La Scala, Milano, Rizzoli, 1986,  p. 248, ISBN 88-17-67291-2.
- La vita e il tempo di Michael K, traduzione di Maria Baiocchi, Collana Einaudi Tascabili n.877, Torino, Einaudi, 2001,  p. 204, ISBN 88-06-15518-0. - Collana ET Scrittori, Einaudi, 2007-2021, ISBN 978-88-061-7402-6.